# Еолида
Еолида или Еолија (грч.  или ; или Еолис), је древна област у Малој Азији на обали Егејског мора која се граничила тадашњим областима Троада, Мезија, Лидија и суседним острвима (Лезбос и Тенедос).
Главни град је био Кима, а касније Смирна - град који је формиран у Римском царству као Липарски савез градова. Почевши од 546. п. н. е. Еолидаом је владао Крез и била је део Персијског царства, а касније је припао Атинској поморској алијанси, да би 404. п. н. е.. поново био освојен од стране Персијанаца. Пошто је Александар Велики ослободио Еолиду, она је припала Пергамској краљевини.